# Михайлівська сільська громада (Драбівський район)
Михайлівська сільська об'єднана територіальна громада — об'єднана територіальна громада в Україні, у Драбівському районі Черкаської області. Адміністративний центр — село Михайлівка.
Площа громади — 62,77 км², населення — 1651 мешканець (2018).
Утворена 13 серпня 2018 року шляхом об'єднання Бойківщинської та Михайлівської сільських рад Драбівського району.

## Населені пункти
У складі громади 3 села: Бойківщина, Михайлівка, Павлівщина.